# Obszervatórium
Az obszervatórium, magyarul: csillagvizsgáló (régies neve: csillagda) elsősorban csillagászati, égi objektumok megfigyelésére alkalmazott megfigyelőhely. Tágabb értelemben nem csak a csillagászati, hanem a mágneses, meteorológiai, földrengéstani vagy kozmikus megfigyeléseket végző tudományos intézeteket is obszervatóriumnak nevezik. A szó eredete a latin observo, azaz 'megfigyel'.
A légkör zavaró hatásainak minimalizálására a csillagászati obszervatórium többnyire nagy tengerszint feletti magasságban létesül, távol a technikai civilizáció légkört szennyező hatásaitól. Manapság a végzett tevékenység nagyfokú hasonlósága miatt az „obszervatórium” megnevezést alkalmazzák egyes világűrbe telepített űrtávcsövek esetén is.
A megfigyelt égi objektumok törvényszerűségeinek ismeretében és az alkalmazott módszerek következtében pontos időmérést tesznek lehetővé.

## Története

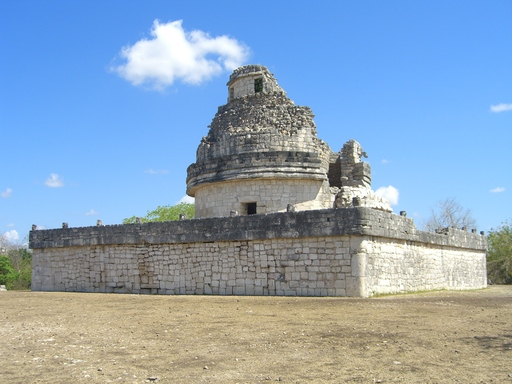
Az El Caracol csillagászati templom maradványai (Chichén Itzá)

Sokak szerint az angliai Stonehenge megalitikus építménye csillagászati megfigyelésekre is alkalmas volt. A Chichén Itzá-ban található, mai nevén El Caracol is csillagászati templom volt. Egyesek szerint a mai Örményország déli részén található Carahunge is obszervatóriumként működött.
Al-Qūhī perzsa földmérő, matematikus és csillagász 988-ban Sirázban létesített obszervatóriumot a bolygók mozgásának tanulmányozására. Az első iszlám obszervatórium valószínűleg Iszfahán közelében épült (a mai Irán területén), 1074 körül. Itt mintegy 30 éven át figyelték és feljegyezték a Szaturnusz keringését.
A következő hasonló építmény a maragheh-i obszervatórium, Tebriz közelében (szintén a mai Irán területén). 1260-ban építették a híres csillagász, Naszír ad-Dín Túszí számára, Hülegü ilhán parancsára (aki Dzsingisz kán unokája volt). Ez az obszervatórium igen figyelemre méltó volt a műszerei minősége miatt, könyvtára 400 000 kéziratot tartalmazott, sok csillagász tevékenykedett itt. A maragheh-i obszervatórium mintául szolgált  olyan nagyszerű obszervatórium számára, mint ami Szamarkandban létesült 1420-ban (a mai Üzbegisztán területén).
Egy hasonlót építettek Isztambulban, 1575-ben Taqi ad-Dín Muhammad ibn Maruf matematikus és csillagász tervei alapján). Ezek az obszervatóriumok egyúttal a tudás tárházai voltak, amik nagy szerepet játszottak az iszlám tudomány fejlődésében.
Ilyen volt a Dzsantar Mantar obszervatórium is, Indiában.
Az első európai obszervatóriumot Tycho Brahe dán csillagász hozta létre  1576-ban királyi támogatással a Hven nevű kis szigeten (Koppenhága közelében). Az „Uraniborg”-nak nevezett létesítményben volt könyvtár, műhely a műszerek elkészítésére, nyomda, és sok csillagászati műszer (például falba épített kvadráns). Bár Uraniborg viszonylag rövid ideig működött, mintául szolgált olyan királyi csillagászati intézetek számára, mint amilyenek Párizsban (1667) és Greenwichben (1676) létesültek. Az intézetet részben helyreállították és látogatható.

## Követelmények
Modern obszervatórium létesítéséhez és működtetéséhez szükségesek, illetve kívánatosak az alábbi feltételek: szilárd burkolatú út (ezt általában meg kell építeni), kellő méretű sima felület (létre kell hozni), független energiaellátás,  telekommunikációs berendezések (többnyire nagysebességű műholdas adatkapcsolaton, vagy optikai kábelen keresztül), saját vízellátás és szennyvízkezelés. Optikai obszervatórium esetén követelmény a felhőmentes égbolt, a por- és vízpára mentes levegő, az elektronikus berendezések számára a minél kisebb elektromágneses zavar (amit ipari és a háztartásban használt elektromos berendezések okoznak). Előnyös, ha az évszakos változások a légkör optikai jellemzőire kis befolyást gyakorolnak. Ha a telek kemények, a jég és a hó károsíthatja a berendezéseket, vagy megnehezíti a használatukat. Ennek megfigyelésére a kiválasztott helyszínen legalább egy éven át méréseket végeznek, hogy a hely minden szempontból megfeleljen, de sok esetben kompromisszumokra van szükség.
Már Isaac Newton is 1730-ban megjelent  Opticks című munkájában helyesen feltételezte, hogy a légkör zavaró hatását az optikai megfigyelésekre úgy lehet csökkenteni, ha a távcső egy magas hegyen áll, az ún. „inverziós réteg” fölött (az inverziós réteg magassága változó, 2 és 10 km között van).
Merle Walker 1983-ban megvizsgálta a Föld lehetséges pontjait obszervatórium létesítése szempontjából és azokat a helyszíneket találta jónak, amik hegytetőn vannak, egy hideg tengeráramlat keleti oldalán. Ezek a körülmények stabilizálják a légáramlást és csökkentik az inverziós réteg kialakulásának magasságát nagyjából 2 km-re. Kalifornia, a Kanári-szigetek, Chile mind megfelelnek ezeknek a feltételeknek. Namíbia ugyancsak előnyös és kihasználatlan ebből a szempontból.
Sok földrajzi hely előnytelen: Észak-Amerika keleti fele, a kontinentális Európa, Délkelet-Ázsia, Afrika és Dél-Amerika trópusi része nem csak az emberiség által keltett légszennyezés miatt, hanem a nagyobb páratartalom, a gyakori felhők okán is kevésbé alkalmas optikai megfigyelésekre.
A hegytetőn való létesítésnek is vannak azonban hátrányai. Az építési költségek általában magasak, hiszen a kiszemelt hely a lakott területektől távol van, így az építéshez szükséges anyagokat nagy távolságról kell odaszállítani. Többnyire először utat és/vagy egy kis repülőteret kell építeni.
A működtetés költségeit növeli, ha a hely nehezen megközelíthető. Például a francia Pireneusokban lévő Pic Du Midi obszervatórium csak sífelvonóval közelíthető meg. A Grenoble közelében lévő Plateau du Bure ugyancsak sífelvonóval közelíthető meg és ennek 1999-es balesete emberéletet követelt, ami miatt a munkálatokat felfüggesztették.
A távoli pont megközelítésének nehézségén túl lényeges szerepet játszik a nagy magasság miatti oxigénhiány és az ennek következtében kialakuló rossz közérzet, ami különösen az alkalmi látogatókat és a karbantartó személyzetet viseli meg. A Mauna Kea obszervatórium távcsöve tengerszint felett 4200 m magasságban van. Az újonnan érkezők érdekében 3800 m-en egy közbenső szállást hoztak létre, ahol a látogatók hozzászokhatnak a szokatlan körülményekhez. Itt alhatnak a megfigyelésüket éppen befejező csillagászok is.
Az optikai megfigyeléseket zavarhatják a repülőgépek kondenzcsíkjai, ezért például a La Palma megfigyelőhely körzetében a légiforgalmat éjszaka kissé elterelik. A Nizzai Côte d’Azur repülőtér az  Observatoire de Calern közelében van, ezért a repülőtéren éjszaka nincs légiforgalom.
Környezeti és ökológiai megfontolások is szerepet játszanak egy obszervatórium létesítésének kérdésében. Mivel a hely általában a civilizációtól távol esik, a közelében lehetnek védett állatok és növények, vagy akár egy egész természetvédelmi terület. Erre elsősorban az építés során kell odafigyelni.

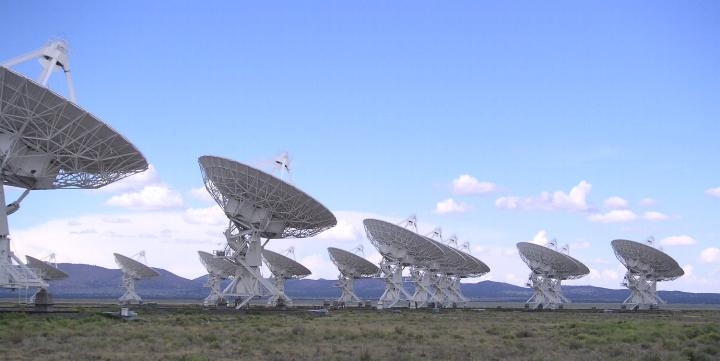
A Very Large Array néhány antennája Új-Mexikóban

A csillagászat viszonylag fiatal ága, a rádiócsillagászat sajátos igénye az elektromágneses zajok minimalizálása a megfigyelési sávokban. Ezt lakott területekről távoli helyeken lehet megtalálni, ahol szintén előnyös a környező hegyek árnyékoló hatása ezekkel a zavarokkal szemben, azonban ez nem mindig követelmény. Például a rádiócsillagászathoz tartozó interferometria sok antennával dolgozik, amik összességében nagy kiterjedésű területet foglalnak el. Ilyen például a Very Large Array Új-Mexikóban, ahol a 27 antenna egy "Y" ágain helyezkedik el, aminek a szárai egyenként 21 km hosszúak. A jeleket szűrik és egyesítik, így a zavaró jelek elhanyagolhatók. A megfigyelés frekvenciájának, vagyis hullámhosszának is szerepe van a hely kiválasztásában. A 2 cm-nél nagyobb hullámhosszon a tengerszinten is jók a vételi lehetőségek, de kisebb hullámhosszakon a magasabb helyek előnyösebbek, mert a kevesebb vízpára miatt kisebb a hasznos jelek elnyelődésének mértéke.

## A jövő
A rádiócsillagászat, de az optikai csillagászat számára is egyre nagyobb problémát jelent a műholdak zavaró jeleinek kiszűrése, illetve a fényképfelvételek elrontása a műholdak fényes felületén történő becsillanás miatt. Hasonló gondot jelent az űrszemét, ami a csillagászati műholdakra közvetlen veszélyt jelent már napjainkban is.
A civilizáció terjedése, és az ezzel járó fényszennyezés és légköri szennyezés az optikai obszervatóriumok számára egyre rosszabb megfigyelési körülményeket teremt.
Jelenleg az infravörös és a szubmilliméteres tartományban megfigyelési hely szempontjából Mauna Kea egyetlen vetélytársa az Antarktisz területe. Itt minimális a rádiózaj és a városi környezetre jellemző légköri fény. A Déli-sark közelében az állandóan lefelé tartó hideg, száraz légáramlás stabil légköri viszonyokat teremt. Az Antarktikus Platón egy kisebb optikai távcső is jobb teljesítményt nyújthat, mint a mérsékelt övben fekvő nagyobb társai. A hely megközelítésének nehézségei és a zord klíma egyelőre visszariasztják a nagyobb befektetéseket, de már létezik az amerikai Center for Astrophysical Research in Antarktica (CARA) kezdeményezés, ami kisebb léptékben, de működik.
Mivel a Föld körüli műholdpályák idővel egyre zsúfoltabbak lesznek, a csillagászok megfontolásra érdemesnek tartják az összes, fent említett negatív hatás kiküszöbölésére a Hold túlsó oldalán obszervatóriumot létesíteni. Ott nincs légkör, nincs rádiózás (a Hold maga leárnyékolja a Föld felől kiáramló rádiójeleket), nincs zavaró időjárás, nincs vízpára. Mivel nincs légkör, nincs elnyelődés sem a légkörben, így mindenféle hullámhosszú sugárzás eléri a felszínt, tehát nem kell magas helyre vagy a világűrbe telepíteni a majdani távcsöveket (ahogy a Föld esetében történt). A Hold túlsó oldalán a Hold lassú keringése miatt a halványabb égi objektumokat akár két héten át, folyamatosan meg lehetne figyelni. A földihez képest hatodannyi gravitáció miatt nagyobb tükröket és távcsöveket lehet építeni. Az egyetlen ismert problémát a holdi por jelenti, ami nem a légkörben van, hanem a talajon, ahonnan a mechanikus alkatrészek apró réseibe behatolva a berendezések tönkretételét okozhatja.
A Hold elsősorban a rádiócsillagászat számára lenne ideális hely, sőt, egy új ablak, a 15 MHz alatti régió nyílna meg a kutatás számára, mivel az ez alatti elektromágneses frekvenciájú hullámokat a földi légkör elnyeli vagy szétszórja. Ugyancsak ideális hely az űrből érkező, idegen civilizációk jelzéseinek vételére (ki lehet zárni, hogy azok földi eredetűek vagy valamely műholdról származnának). A csillagászok ennek a célnak az érdekében már megállapodásra jutottak a majdani holdi kolóniák kommunikációjának alapjaiban.